# Janez Jazbec
Janez Jazbec (ur. 27 grudnia 1984 w Kranju) – słoweński narciarz alpejski, olimpijczyk.

## Kariera
Po raz pierwszy na arenie międzynarodowej pojawił się 29 listopada 1999 roku w St. Vigilio, gdzie w zawodach FIS zajął 54. miejsce w slalomie. W 2002 roku wystartował na mistrzostwach świata juniorów w Tarvisio zajął 34. miejsce w supergigancie. Jeszcze dwukrotnie startował na imprezach tego cyklu, zajmując między innymi 20. miejsce w tej samej konkurencji podczas mistrzostw świata juniorów w Mariborze w 2004 roku.
W zawodach Pucharu Świata zadebiutował 19 grudnia 2004 roku w Alta Badia, gdzie nie ukończył pierwszego przejazdu w gigancie. Pierwsze punkty wywalczył 13 grudnia 2009 roku w Val d’Isère, zajmując 21. miejsce w tej samej konkurencji. Nigdy nie stanął na podium zawodów tego cyklu, najlepszy wynik osiągnął 18 lutego 2012 roku w Bansku, kończąc rywalizację w gigancie na osiemnastej pozycji. W sezonie 2011/2012 zajął 116. miejsce w klasyfikacji generalnej.
Startował na igrzyskach olimpijskich w Vancouver w 2010 roku, gdzie zajął 19. miejsce w slalomie gigancie. Brał też udział w mistrzostwach świata w Schladming w 2013 roku, gdzie nie ukończył pierwszego przejazdu giganta.

## Osiągnięcia

### Igrzyska olimpijskie
| Miejsce | Dzień     | Rok  | Miejscowość | Konkurencja | Czas biegu | Strata | Zwycięzca   |
| ------- | --------- | ---- | ----------- | ----------- | ---------- | ------ | ----------- |
| 19.     | 23 lutego | 2010 | Vancouver   | Gigant      | 2:37,83    | +2,13  | Carlo Janka |

### Mistrzostwa świata
| Miejsce | Dzień     | Rok  | Miejscowość | Konkurencja | Czas biegu | Strata | Zwycięzca  |
| ------- | --------- | ---- | ----------- | ----------- | ---------- | ------ | ---------- |
| DNF1    | 15 lutego | 2013 | Schladming  | Gigant      | 2:30,71    | -      | Ted Ligety |

### Mistrzostwa świata juniorów
| Miejsce | Dzień     | Rok  | Miejscowość  | Konkurencja | Czas biegu | Strata | Zwycięzca        |
| ------- | --------- | ---- | ------------ | ----------- | ---------- | ------ | ---------------- |
| 34.     | 28 lutego | 2002 | Tarvisio     | Supergigant | 1:25,02    | +3,01  | Peter Fill       |
| 39.     | 4 marca   | 2003 | Briançonnais | Zjazd       | 1:09,49    | +2,44  | Daniel Albrecht  |
| DNF     | 5 marca   | 2003 | Briançonnais | Supergigant | 1:17,10    | -      | François Bourque |
| 24.     | 7 marca   | 2003 | Briançonnais | Gigant      | 2:02,72    | +2,89  | Mario Scheiber   |
| DNF2    | 8 marca   | 2003 | Briançonnais | Slalom      | 1:33,74    | -      | Marc Berthod     |
| 33.     | 10 lutego | 2004 | Maribor      | Zjazd       | 1:09,61    | +1,81  | Romed Baumann    |
| 20.     | 12 lutego | 2004 | Maribor      | Supergigant | 1:17,49    | +2,29  | Hans Olsson      |
| 45.     | 13 lutego | 2004 | Maribor      | Gigant      | 2:17,40    | +6,28  | Jeffrey Harrison |
| DNF1    | 14 lutego | 2004 | Maribor      | Slalom      | 1:33,33    | -      | Raphael Fässler  |

### Puchar Świata

#### Miejsca w klasyfikacji generalnej
- sezon 2004/2005: -
- sezon 2005/2006: -
- sezon 2006/2007: -
- sezon 2008/2009: -
- sezon 2009/2010: 129.
- sezon 2010/2011: -
- sezon 2011/2012: 116.
- sezon 2012/2013: -
- sezon 2013/2014: -

#### Miejsca na podium
Jazbec nigdy nie stanął na podium zawodów PŚ.